# Président du Parlement des îles Baléares
Le président du Parlement des îles Baléares est le député chargé d'occuper la présidence du Parlement des îles Baléares. Après le président des îles Baléares, il est la deuxième autorité de la communauté autonome.
Le titulaire de ce poste est, depuis le 20 juin 2023, le radical de droite Gabriel Le Senne.

## Élection
Il est élu lors de la première séance qui suit la tenue des élections au Parlement (sessió constitutiva), ou lors de la première séance plénière (ple) qui suit la démission du titulaire.
La majorité absolue des députés élus est requise lors du premier tour. En cas d'échec, un second tour est organisé immédiatement après la proclamation des résultats par le président de séance, où la majorité simple est cette fois suffisante, entre les deux candidats en tête. Si les deux candidats arrivent à égalité, un nouveau vote intervient pour les départager. Si aucun candidat n'est alors élu au bout de quatre autres votes, le candidat proposé par le parti le plus voté lors des élections est désigné président. Chaque député est libre d'écrire le nom qu'il souhaite sur son bulletin de vote, même si ceux du groupe majoritaire votent toujours pour un candidat préalablement désigné par leur parti.
Son mandat prend fin en cas de décès, démission, perte de la qualité de député, changement de groupe parlementaire ou à la suite de la dissolution du Parlement, prélude à la tenue de nouvelles élections.

## Fonctions
Il préside les séances plénières, dont il assure l'ouverture, la clôture et la fixation de l'ordre du jour en collaboration avec la conférence des porte-parole. Il préside également les réunions de la conférence des porte-parole et de la députation permanente.
Chargé de diriger les débats et d'en contrôler le bon ordre, lui seul peut donner la parole et la retirer. Il a la faculté de rappeler un député ou l'ensemble de l'assemblée à l'ordre, d'expulser immédiatement, pour une ou deux séances, tout député qui a été rappelé trois fois à l'ordre, qui n'a pas quitté la salle des séances après le prononcé d'expulsion, ou qui a produit un désordre grave du fait de sa conduite.
Il s'assure de la bonne application du règlement, de son interprétation après validation par la conférence des porte-parole, et de la bonne marche des travaux parlementaires.
Après consultation avec les porte-parole des groupes parlementaires, il est chargé de proposer le nom d'un candidat à l'investiture comme président des îles Baléares, dans le délai de 15 jours à compter de la constitution du Parlement ou de la démission du titulaire.
En cas de vacance, d'absence ou d'impossibilité, il est remplacé par un vice-président, selon l'ordre d'élection.

## Titulaires
| Législature | Titulaire          | Parti              | Parti   | Élection           | Date de début    | Date de fin      |
| ----------- | ------------------ | ------------------ | ------- | ------------------ | ---------------- | ---------------- |
| Ire         | Antoni Cirerol     |                    | AP      | 1er tour : 29 voix | 31 mai 1983      | 3 juillet 1987   |
| IIe         | Jeroni Albertí     |                    | UM      | 1er tour : 34 voix | 3 juillet 1987   | 19 juin 1991     |
| IIIe        | Cristòfol Soler    |                    | PP      | 1er tour : 31 voix | 19 juin 1991     | 21 juin 1995     |
| IVe         | Cristòfol Soler    | 1er tour : 31 voix | PP      | 21 juin 1995       | 21 juillet 1995  |                  |
| IVe         | Joan Huguet        |                    | PP      | 1er tour : 31 voix | 27 juillet 1995  | 12 juillet 1999  |
| Ve          | Antonio Diéguez    |                    | PSOE    | 1er tour : 31 voix | 12 juillet 1999  | 2 août 1999      |
| Ve          | Maximilià Morales  |                    | UM      | 1er tour : 31 voix | 2 août 1999      | 19 juin 2003     |
| VIe         | Pere Rotger        |                    | PP      | 1er tour : 33 voix | 19 juin 2003     | 26 juin 2007     |
| VIIe        | Antònia Munar      |                    | UM      | 1er tour : 30 voix | 26 juin 2007     | 26 février 2010  |
| VIIe        | Aina Rado          |                    | PSOE    | 1er tour : 30 voix | 9 mars 2010      | 7 juin 2011      |
| VIIIe       | Pere Rotger        |                    | PP      | 1er tour : 34 voix | 7 juin 2011      | 12 décembre 2012 |
| VIIIe       | Margalida Durán    |                    | PP      | 1er tour : 35 voix | 18 décembre 2012 | 18 juin 2015     |
| IXe         | Xelo Huertas       |                    | Podemos | 1er tour : 33 voix | 18 juin 2015     | 25 janvier 2017  |
| IXe         | Baltasar Picornell |                    | Podemos | 1er tour : 34 voix | 14 février 2017  | 20 juin 2019     |
| Xe          | Vicenç Thomàs      |                    | PSOE    | 1er tour : 32 voix | 20 juin 2019     | 20 juin 2023     |
| XIe         | Gabriel Le Senne   |                    | Vox     | 1er tour : 34 voix | 20 juin 2023     |                  |